# Gary Owens
Gary Owens (ur. 10 maja 1934 w Mitchell, zm. 12 lutego 2015 w Encino) – amerykański aktor głosowy, didżej i osobowość radiowa.

## Filmografia

### Seriale
- 1954: Disneyland jako konferansjer
- 1973: Barnaby Jones jako Gary Michaels
- 1977: The Man from Atlantis jako spiker
- 1996: Sabrina, nastoletnia czarownica jako Facet, który myśli, że jest Gary Owensem

### Film
- 1968: Kochany Chrabąszcz jako spiker
- 1990: Diggin' Up Business jako minister
- 1998: Border to Border jako pan Kirby
- 2002: Jane White Is Sick & Twisted jako prezenter TV

### Głosy
- 1965: Roger Odrzutowiec jako Roger Ramjet
- 1991: Ren Stimpy jako człowiek-tost
- 1995: Co za kreskówka! jako spiker / komandor
- 2006: Różowe lata siedemdziesiąte jako spiker

## Wyróżnienia
Posiada swoją gwiazdę na Hollywoodzkiej Alei Gwiazd.